# كورنيليوس باكارد رودس
كورنيليوس باكارد رودس (9 يونيو 1898-13 أغسطس 1959) هو أخصائي علم أمراض وأورام ومدير مستشفى أمريكي شارك في فضيحة عنصرية وما تلاها من تبييض في ثلاثينيات القرن العشرين. ابتداءً من عام 1940، شغل منصب مدير مستشفى ميموريال لأبحاث السرطان في نيويورك، من عام 1945 كان أول مدير لمعهد سلون كيترينج، وأول مدير لمركز ميموريال سلون كيترينج المشترك للسرطان. لمساهماته في أبحاث السرطان، ظهر رودس على غلاف عدد 27 يونيو 1949 من مجلة تايم تحت عنوان «مكافح السرطان».
خلال سنواته الأولى مع معهد روكفلر في ثلاثينيات القرن العشرين، تخصص رودس في فقر الدم وسرطان الدم، وعمل لمدة ستة أشهر في بورتوريكو في عام 1932 كجزء من وحدة مجلس الصحة الدولي لمؤسسة روكفلر. خلال الحرب العالمية الثانية، عمل مع جيش الولايات المتحدة للمساعدة في تطوير أسلحة كيميائية وإنشاء مراكز بحث. أدى البحث على غاز الخردل إلى تطورات لاستخدامه في العلاج الكيميائي في سلون كيترينج.
في أوائل عام 1932، كان رودس قد كتب رسالة في نوفمبر 1931، استهزأت بالبورتوريكيين وقدم ادعاءات (والتي أشار إليها لاحقًا بالنكات) أنه حقن عمدًا خلايا سرطانية في مرضاه، أعطاها مساعد مختبر لزعيم بورتوريكو القومي بيدرو ألبيزو كامبوس. نشر الرسالة في وسائل الإعلام البورتوريكية والأمريكية، ما أدى إلى فضيحة وتحقيق رسمي وحملة تبييض أمريكية لحماية رودس، وبالتالي مصالح روكفلر. في التحقيق الذي أعقب ذلك، دافع رودس عن نفسه، قائلًا إنه كتب تعليقاته بغضب وكمزحة لزميله في نيويورك. لم يعثر المدعي العام في بورتوريكو ولا المجتمع الطبي على دليل على تقديمه أو قيام المشروع بأي علاج طبي غير مناسب، وأصبحت الفضيحة طي النسيان.
في عام 2002، أعيد إحياء الجدل. بعد التنبيه إلى الحادث، أجرت الجمعية الأمريكية لأبحاث السرطان، التي أسست جائزة كورنيليوس ب. رودس التذكارية في عام 1979، تحقيق جديد قاده جاي كاتز، الأستاذ الفخري في كلية الحقوق بجامعة يال والمتخصص في الأخلاقيات الطبية. وخلص إلى أنه لا يوجد دليل على وجود تجارب بشرية غير أخلاقية، لكن الرسالة كانت مسيئة للغاية بحيث يجب إعادة تسمية الجائزة. وافقت الجمعية الأمريكية لأبحاث السرطان، وجردت الشرف من رودس بسبب عنصريته.

## النشأة والتعليم
ولد رودس في 20 يونيو 1898 في سبرينجفيلد، ماساتشوستس، وهو ابن طبيب العيون الدكتور جورج هـ. رودس وزوجته. تلقى تعليمه المبكر في سبرينغفيلد، والتحق لاحقًا بكلية بودوين في ماين، حيث تخرج عام 1920. التحق بكلية الطب بجامعة هارفارد، حيث أصبح رئيسًا للصف، وفي عام 1924، حصل على دكتوراه في الطب بدرجة امتياز. أصبح رودس متدربًا في مستشفى بيتر بينت بريغهام، وأصيب بالسل الرئوي. خلال فترة علاجه وشفائه، طور اهتمامًا مدى الحياة بأبحاث الأمراض.

## مسيرته المهنية الأولية
بعد التعافي من مرض السل، نشر رودس ورقة بحثية عن تفاعل السلين بالاشتراك مع فريد دبليو ستيوارت، الذي أصبح زميله لفترة طويلة. درس رودس كطبيب علم الأمراض في جامعة هارفارد وأجرى أبحاثًا حول عمليات المرض.
في عام 1929، انضم رودس إلى طاقم معهد روكفلر للأبحاث الطبية، الذي يعرف الآن بجامعة روكفلر، حيث عمل لدى سايمون فلكسنر. كان أيضًا أخصائي علم الأمراض في مستشفى روكفلر. شملت اهتماماته البحثية المبكرة أمراض الدم وشلل الأطفال. عمل في روكفلر حتى عام 1939.

## بورتوريكو
أثناء العمل في معهد روكفلر، في عام 1931، دُعي رودس من قبل اختصاصي أمراض الدم ويليام ب. كاسل للانضمام إلى لجنة روكفلر لفقر الدم، لإجراء البحوث السريرية في مستشفى المشيخية في سان خوان، بورتوريكو. كان هذا جزءًا من اللجنة الصحية لمؤسسة روكفلر في الجزيرة من خلال قسم الصحة الدولية. كان اهتمام كاسل البحثي هو فقر الدم الخبيث الناجم عن نقص الحديد، وتحديدًا الناجم عن دودة أنسيلوستوما الطفيلية، التي كانت مستوطنة في الجزيرة بمعدل 80%، والذرب المداري. طُوّر علاج فعال لهذا المرض، على الرغم من أن أسباب المرض ظلت غامضة. في الآونة الأخيرة في عام 2010، استمرت هذه الظروف في التسبب في ارتفاع معدل الوفيات في بورتوريكو، كما ورد في المجلة العلمية ريفيستا دي هيماتولوجيا. لم يُحدد بعد سبب الذرب الاستوائي، ولكن منذ أربعينيات القرن العشرين، يمكن علاجه بحمض الفوليك ودورة من 3 إلى 6 أشهر من المضادات الحيوية.
كان على رودس مساعدة كاسل، وأنشأوا قاعدة في سان خوان في مستشفى المشيخية. غالبًا ما تقابل رودس مع سيمون فلكسنر في معهد روكفلر في نيويورك فيما يتعلق ببحوثه واهتماماته المهنية. في بورتوريكو، كان لدى مجموعة روكفلر أكثر من 200 مريض. تشير المؤرخة وعالمة الأخلاق سوزان إي. ليدرير إلى أنه بينما يشار إليهم على أنهم مرضى، فإنهم كانوا في الأساس مواضيع إكلينيكية دُرست ظروفهم لتطوير البحث الطبي. بسبب تأثيرات فقر الدم والاشتباه في أنا الذرب الاستوائي كان مرتبطًا بالنظام الغذائي، قام رودز بالسيطرة التجريبية على النظام الغذائي للمرضى. تلاحظ ليدرير أنه في رسائل من هذا الوقت، أشار رودس إلى مرضاه على أنهم حيوانات تجريبية. كتب: إذا لم يطوروا شيئًا فإنهم بالتأكيد لديهم صفات الثيران. سعى رودس للحث تجريبيًا على الظروف التي كان يدرسها في مرضاه بدلًا من مجرد علاجهم. إذا طوروا ذربًا استوائيًا، فيمكنه علاجه بمستخلص الكبد.
أراد كاسل إجراء دراسة مماثلة في سيدرا، بالاشتراك مع كلية طب المناطق الحارة، التي كانت تجري أبحاثًا ذات صلة، لكن لم يُوافق على طلبه. جمع رودس أيضًا عينات مصل شلل الأطفال لرئيسه فلكسنر في معهد روكفلر، والذي ساعده في ذلك جهات اتصال في الجامعة.

### الفضيحة
في 10 نوفمبر 1931، كان رودس في حفلة في منزل زميل في بورتوريكو في سيدرا. بعد تناول بعض المشروبات، غادر ووجد سيارته قد تعرضت للتخريب وسُرق عدة أشياء. ذهب إلى مكتبه، حيث كتب ووقع خطابًا موجهًا إلى فريدي (فريد دبليو ستيوارت، زميل من بوسطن، كان يعمل وقتها في مستشفى ميموريال لأبحاث السرطان في نيويورك).
كتب ما يلي:
كلما فكرت في موعد لاري سميث كلما شعرت بالاشمئزاز. هل سمعت أي سبب تقدم لذلك؟ من الغريب بالتأكيد أن يُمنح المكان رجلًا من مجموعة بوسطن بأكملها، طرده والاش، وبقدر ما أعرف، خالٍ تمامًا من أي سمعة علمية. هناك شيء خاطئ في مكان ما من وجهة نظرنا.
جرت تسوية الوضع في بوسطن. سيدير باركر ونيي المختبر معًا وأن يكون كينيث أو ماكماهون مساعدًا للرئيس القادم. برأيي، فإن فرص حصولي على وظيفة في السنوات العشر المقبلة معدومة على الإطلاق. من المؤكد أنه لا يُشجَع المرء على تحقيق تقدم علمي، عندما يكون عائقًا وليس مساعدًا للتقدم. يمكنني الحصول على وظيفة جيدة هنا وأنا أميل إلى قبولها. سيكون مثاليًا باستثناء أهالي بورتوريكو. إنهم بلا شك أقذر، والأكثر كسلًا وانحطاطًا وسرقة بين البشر الذين يسكنون هذه المنطقة. يجعلونك تعيش في نفس الجزيرة معهم. هم حتى أقل من الإيطاليين. ما تحتاجه الجزيرة ليس عملًا في مجال الصحة العامة بل موجة مد أو شيء ما لإبادة السكان تمامًا. قد يكون بعد ذلك صالحًا للعيش. لقد بذلت قصارى جهدي لتعزيز عملية الإبادة عن طريق قتل 8 وزرع السرطان في عدة أعداد أخرى. هذا الإجراء الأخير لم يسفر عن أي وفيات حتى الآن... مسألة مراعاة رفاهية المرضى لا تلعب أي دور هنا. في الواقع، يسعد جميع الأطباء بإيذاء وتعذيب الأشخاص التعساء.
أعلمني إن سمعت أي أخبار جديدة